# Vincamina
La vincamina è un alcaloide estratto dalla Vinca minor, pianta appartenente alla famiglia delle Apocinaceae.
Si ritiene che il farmaco migliori la circolazione cerebrale, senza alcun effetto sulla pressione arteriosa, mediante diminuzione delle resistenze vascolari e conseguente vasodilazione arteriolo-capillare, con aumento del flusso ematico. La vincamina sarebbe inoltre in grado di ripristinare la fase aerobica del metabolismo glucidico e di migliorare la capacità di utilizzo dell'ossigeno da parte delle cellule nervose. Questo sarebbe dimostrato dall'aumento locale della differenza artero-venosa di ossigeno e di anidride carbonica e dalla diminuzione dell'acido lattico e dell'acido piruvico. In terapia sono impiegati anche i sali tartrato, cloridrato e teprosilato.
Si presenta sotto forma di cristalli di colore giallo con punto di fusione di 232-233 °C.
La sostanza, in soluzione acida diluita, assorbe nell'UV alle lunghezze d'onda di 225 e 278 nm.
Dagli studi condotti su animali da laboratorio è emerso che il farmaco si concentra principalmente a livello di fegato, rene, sangue e cuore. L'emivita è di circa 3 ore e dopo 24 ore dalla somministrazione il farmaco risulta presente solo in tracce. Sembra che la vincamina venga idrolizzata a livello plasmatico, ma che sia metabolizzata anche a livello epatico. Dopo 72 ore dalla somministrazione circa il 62% della dose somministrata è escreto con le urine e con le feci. Solo il 4-6% viene escreto in forma immodificata.
Nel ratto la DL50 è di 75 mg/kg per via endovenosa, superiore a 1000 mg/kg per via sottocutanea e di 1000 mg/kg per via orale.
La vincamina viene proposta nelle malattie di origine vascolare quali insufficienza cerebrovascolare e ischemia cerebrale, sclerosi ed involuzione cerebrale senile. Viene infine impiegata anche in oculistica e otorinolaringoiatria nel caso di affezioni di origine vascolare.
La vincamina viene somministrata alla dose di 30 mg due volte al giorno per via orale, a stomaco pieno.
La somministrazione di vincamina può provocare disturbi a livello gastrointestinale e aritmie ventricolari. All'inizio della terapia è possibile che si manifestino astenia e sonnolenza.
La vincamina è controindicata in caso di ipersensibilità nota e in gravidanza. Si consiglia particolare attenzione nella guida e nelle attività che richiedono concentrazione, poiché il farmaco può causare sonnolenza.
Fonti bibliografiche
L. Szporny, K. Szász, Arch. Exp. Pathol. Pharmakol. 236, 296, 1959; Z. Szabo, Z. Nagy, Arzneimittel-Forsch. 10, 811, 1960; L. Vereczkey et al., ibid. 30, 1860, 1990; F. Dany et al., Thérapie 36, 55, 1981; A.N. Campbell, Lancet 1, 1111, 1981.